# 藤田妮可
藤田妮可（日语：／ Fujita Nikoru */?，1998年2月20日—）是日本女性模特兒、電視藝人，埼玉縣出身，所屬經紀公司為奧斯卡傳播。身高167公分，體重53公斤。2009年出道，現為時尚雜誌《ViVi》專屬模特兒。2023年8月初和演員稻葉友結婚。

## 個人經歷
藤田在紐西蘭奧克蘭出生，為混血兒，父親為俄羅斯及波蘭裔混血，母親為日本人。
2009年，藤田參加時尚雜誌《Nicola》的第13屆模特兒徵選活動勝出而踏入演藝圈，包括池田依來沙、松井愛莉、古畑星夏等藝人也是該屆的優勝者。2014年自《Nicola》畢業，同年稍後成為《Popteen》的專屬模特兒，並開始以電視藝人身分多方面發展。2015年，在朝日電視台節目中，藤田與池田美優、Peko、吉木千沙都等同樣受青少年族群支持的模特兒，並稱為「人氣模特四天王」（カリスマモデル四天王）。2017年自《Popteen》畢業，同年稍後成為時尚雜誌《ViVi》的專屬模特兒。

## 外部鏈結
- 官方网站 （日語）
- 藤田妮可的X（前Twitter） （日語）
- 藤田妮可的Instagram帳戶 （日語）
- YouTube上的藤田妮可頻道 （日語）
- 藤田妮可的TikTok （日語）
- 藤田妮可的新浪微博
- Template:Clubhouse